# Eleanor Dumont
Eleanor Dumont, född 1829, död 1879, var en berömd amerikansk kortspelare, känd från vilda västerns legendflora. Hon är känd för det kasino hon drev i Nevada City under guldrushen i Kalifornien 1854–1859, och för att ha turnerat runt vilda västern som professionell Black Jack-spelare. Hon drev vid sidan av det även bordellverksamhet i de olika städer, i vilka hon var verksam som kortspelare.